# Emily Hirst
Emily Hirst (1993. július 9.) kanadai színésznő. A Brit Columbia-i Vancouverben született.

## Élete
Először a The Twilight Zone című amerikai tv-sorozat egyik epizódjában játszott 2002-ben, majd egy rövid szerep erejéig a 2003-as X-Men 2 című sci-fiben.
Első nagyobb szerepét 2005-ben, a kanadai Feneketlen mélység című filmdrámában kapta, ahol Margaret Elliotot játszotta. A filmben nyújtott munkájáért ugyanebben az évben Leo-díjra jelölték. Laurát játszotta a 2006 elején bemutatott, igaz történeten alapuló, For the Love of a Child című filmdrámában. Ezért a szerepéért 2007-ben „Young Artists Awards” díjjal jutalmazták. Ugyancsak 2006-ban a Smallville „Törékeny” című epizódjában vendégszerepelt. Ezt követően visszatérő szereplőként Charlotte-ot játszotta a Spike TV Penge: A sorozatának hat epizódjában. 2006-ban utolsó szerepe az Emlékek című thrillerben Bonnie McHale volt.
2007-ben Mandy Tarr szerepét kapta a Passion’s Web című filmben, majd a fiatal Mary-t játszotta a Second Sightban. Egy rövid szerep erejéig láthattuk a Battlestar Galactica: Razor című sci-fiben is. Következő szerepe Alice volt a The Egg Factory című filmben.
2008-ban Makoto Konno hangját kölcsönözte a díjnyertes Az idő fölött járó lány című japán animéban, ezért 2009-ben „Young Artists Awards” díjat kapott. A 2008-ban forgatott Hurrikánvadászok című tévéfilmben Sarah Stewart szerepét kapta.
Legutóbb a Stranger with My Face című filmben szerepelt Alexis Stratton szerepében.

## Filmjei
| Év   | Magyar cím Eredeti cím                                  | Szerep                      | Magyar hangja | Megjegyzés |
| ---- | ------------------------------------------------------- | --------------------------- | ------------- | --- |
| 2009 | Stranger with My Face                                   | Alexis Stratton             |               | Tévéfilm |
| 2009 | The Egg Factory                                         | Alice                       |               | |
| 2008 | Hurrikánvadászok Storm Seekers                          | Sarah Stewart               |               | Tévéfilm |
| 2008 | Az idő fölött járó lány The Girl Who Leapt through Time | Makoto Konno (szinkronhang) |               | Anime film |
| 2007 | Second Sight                                            | fiatal Mary Kaufman         |               | Tévéfilm |
| 2007 | Battlestar Galactica: Razor                             | Child In Cage               |               | Tévéfilm |
| 2007 | Passion's Web                                           | Mandy Tarr                  |               | Tévéfilm |
| 2006 | Emlékek Memory                                          | Bonnie McHale               |               | |
| 2006 | Penge: A sorozat Blade: The Series                      | Charlotte                   |               | Visszatérő szereplő 6 epizódban |
| 2006 | Smallville 5.18 Törékeny Smallville 5.18 Fragile        | Maddie Van Horn             |               | Young Artist Awards: Legjobb fiatal női vendégszereplő televíziós sorozatban (komédia vagy dráma) Smallville (2001)                                                           |
| 2006 | For the Love of a Child                                 | Laura                       |               | Young Artist Awards: Legjobb fiatal női mellékszereplő televíziófilm, minisorozat vagy különleges kategóriában (komédia vagy dráma) For the Love of a Child (2006) (Tévéfilm) |
| 2005 | Feneketlen mélység Desolation Sound                     | Margaret Elliot             |               | Leo-díj: Legjobb női mellékszereplő Feneketlen mélység (2005) |
| 2003 | X-Men 2                                                 | Ice Cream Girl              |               | |
| 2002 | The Twilight Zone: Future Trade                         | Little Girl                 |               | Tévésorozat |

## Díjai
Leo-díj
- 2005 - Jelölés - Legjobb női mellékszereplő Feneketlen mélység (2005)

Young Artist Awards
- 2007 - Megnyerte - Legjobb fiatal női mellékszereplő televíziófilm, minisorozat vagy különleges kategóriában (komédia vagy dráma) For the Love of a Child (2006)
- 2007 - Jelölés - Legjobb fiatal női vendégszereplő televíziós sorozatban (komédia vagy dráma) Smallville (2001)
- 2009 - Megnyerte - Legjobb szinkronhang fiatal színésznő által Az idő fölött járó lány (angol nyelvű verzió) (2008)